# علی فلاحیان
علی فلاحیان (زادهٔ ۱ آبان ۱۳۲۸) عضو سابق مجلس خبرگان رهبری است. وی در دوره اول و دوم ریاست‌جمهوری‌ هاشمی رفسنجانی و از سال ۱۳۶۸ تا ۱۳۷۶، وزارت اطلاعات جمهوری اسلامی ایران را برعهده داشت.
وی به دلیل طراحی ترور میکونوس تحت تعقیب اینترپل (پلیس بین‌الملل) قرار داشت. ۷ نوامبر ۲۰۰۷ اینترپل حکم جلب وی را به دلیل دست داشتن در انفجار مرکز همیاری یهودیان صادر کرده‌است.
عباس پالیزدار در ۱۴ اردیبهشت ۱۳۸۷ وی را به «فساد اقتصادی»، «رانت خواری» و در برخی موارد به «فساد اخلاقی» متهم کرد.

## نامزدی ریاست‌جمهوری
علی فلاحیان در سال ۱۳۸۰ در هشتمین دورهٔ انتخابات ریاست‌جمهوری اسلامی ایران نامزد شد و با کسب ۰/۱۹۶ درصد آراء نهمین رتبه در بین ده نامزد را به دست آورد.

فلاحیان در سال ۱۳۹۲ در یازدهمین دورهٔ انتخابات ریاست‌جمهوری اسلامی ایران نیز برای نامزدی ثبت نام کرد و پس از اعلام نتایج صلاحیت‌ها گفت: من رد صلاحیت نشدم. نام من را جزو انصرافی‌ها گذاشتند. به من گفتند که شما انصراف داده‌اید.

## مرگ فرزند
امیرحسین فلاحیان، فرزند آخر علی فلاحیان، متولد ۱۳۷۰ در تاریخ ۱۳۹۳/۱۲/۴ درگذشت. دفتر علی فلاحیان در اطلاعیه‌ای گفت： فرزندش از ۱ سالگی با عارضه عروقی مواجه بود که با تشدید بیماری در سال ۱۳۸۹ تحت عمل جراحی وریدی پای چپ قرار گرفت، لیکن به دنبال احساس ناراحتی در روز جمعه مورخه ۱۳۹۳/۱۲/۰۱ به توصیه پزشکان معالج در بیمارستان خاتم‌الانبیا بستری شد که پس از سه روز پیگیری و درمان دچار آمبولی گردید و فوت کرد.

## محاکمهٔ فرزندش به جرم قتل
محسن فلاحیان، دیگر پسر وی، به جرم قتل و استفاده از اسلحه محاکمه شده‌است. پسر فلاحیان ضمن درگیری، با اسلحهٔ خود یک مأمور نیروی انتظامی را به قتل رسانده بود.

## اتهامات
اینترپل (پلیس بین‌الملل) در تاریخ ۷ نوامبر ۲۰۰۷ به درخواست دادگستری آرژانتین مبنی بر دخالت داشتن وی در انفجار مرکز همیاری یهودیان و در مقام رئیس وقت وزارت اطلاعات جمهوری اسلامی، حکم جلب بین‌المللی وی را صادر کرده‌است.
وی همچنین به دلیل طراحی ترور میکونوس و محکومیت غیابی در دادگاه کشور آلمان، از قبل تحت تعقیب اینترپل (پلیس بین‌الملل) قرار داشت. نام وی به عنوان متهم فراری به جرم جنایت علیه جان و سلامت انسان‌ها، اوباشگری و خرابکاری با درج عکس و مشخصات ظاهری، وزن ۹۲/۵ کیلوگرم و چشم‌ها و موهای قهوه‌ای، در وبگاه اینترپل اعلان شده‌است. وی در مصاحبه‌ای با حسین دهباشی در مجموعه تاریخ شفاهی ایران، تأکید کرد که هیچ نقش و اطلاعی از موضوع رستوران میکونوس و بمب‌گذاری در مرکز هم‌یاری یهودیان در آمیا نداشته‌است.
دوره ریاست فلاحیان بر وزارت اطلاعات در کابینه اکبر هاشمی رفسنجانی، یکی از پرتنش‌ترین و پرانتقادترین دوران فعالیت این وزارت‌خانه از سوی جریان‌های روشنفکری ارزیابی می‌شود. بسیاری از روزنامه‌نگاران و روشنفکران ایرانی همچون؛ اکبر گنجی معتقدند در این دوران و به دستور شخص او بسیاری از نویسندگان و روشنفکران به قتل رسیده‌اند. فلاحیان در خصوص ماجرای اتوبوس حامل نویسندگان که عازم ارمنستان بود، این را ساخته و پرداخته اذهان این نویسندگان دانسته و آن را برگرفته از یک رمان می‌داند.
خبرگزاری فارس می‌گوید: علی‌رغم اظهار نظرهایی که پیرامون فلاحیان در قضایایی چون قتل‌های زنجیره‌ای ایران، حذف مخالفان و فعالیت‌های اقتصادی وزارت اطلاعات به گوش می‌رسد ولی همچنان به نظر بعضی او یکی از قوی‌ترین وزیران اطلاعات بوده‌است. وی در مصاحبه با همین خبرگزاری سعید امامی (متهم اول قتل‌های زنجیره‌ای) را یک نخبه امنیتی دانست و گفت: او بسیار آدم قوی‌ای بود و خیلی خدمت کرد. وی معتقد است سعید امامی خودش را نکشته‌است.

### اتهام فساد مالی
عباس پالیزدار طی سخنرانی‌هایی در ۱۴ اردیبهشت ۱۳۸۷ در دانشگاه بوعلی همدان و ۷ خرداد همان سال در دانشکده حقوق دانشگاه شیراز، علی فلاحیان و دستکم ۵۰ تن از مقامات ارشد و روحانیان با نفوذ جمهوری اسلامی را با ذکر نام به «فساد اقتصادی»، «رانت خواری» و در برخی موارد به «فساد اخلاقی» متهم کرد.

### ویلای پل رومی
بنا بر گفته اکبر گنجی، علی فلاحیان در ویلایی مصادره شده از دوران پهلوی در منطقه پل رومی تهران زندگی می‌کند. وی ادعا کرده که این ویلا غنیمت جنگی است.

### زندانی کردن برادران تحریریان
در دوره وزارت علی فلاحیان، برادران تحریریان (رفوگران) -موسسین کارخانه خودکار بیک- به اتهام سو استفاده از ارز دولتی زندانی شدند. ماموران آنها را تهدید به شلاق زدن جلوی کارگران نمودند که در اثر این تهدید، دو برادر بخاطر فشار روحی اقدام به خودکشی (ناموفق) نمودند. پس از تظلم خواهی برادران تحریریان به دفتر رهبری، وظیفه بازرسی این پرونده به احمد ناطق نوری سپرده شد. پس از ورود ناطق نوری به این موضوع، نه تنها این دو برادر از اتهام مبرا شدند، بلکه این مساله به مجازات و اخراج تعدادی از ماموران وزارت اطلاعات انجامید. فلاحیان در این باره به ناطق نوری گفته بود: ((کار شما بزرگ‌ترین ضربه را به ما زد.)) ناطق پاسخ داد که ((رفاقت سرجایش؛ اما من وظیفه و تکلیف خودم را انجام می‌دهم)). بعد از این پرونده، حکم بازرسی دفتر رهبری به ناطق نوری داده شد.

## مسئولیت‌ها
- مسئول بنیاد مسکن انقلاب اسلامی در استان خوزستان
- حاکم شرع آبادان
- حاکم شرع کرمانشاه
- حاکم شرع مشهد
- قائم مقام دادستان کل انقلاب؛ همزمان با همکاری در حفاظت اطلاعات سپاه در زندان اوین
- فرمانده کمیته انقلاب اسلامی از سال‌های ۱۳۶۱ تا ۱۳۶۴
- معاون امنیتی نخستین وزیر اطلاعات (در زمان وزارت ری‌شهری)
- دومین وزیر اطلاعات جمهوری اسلامی ایران
- نمایندهٔ استان خوزستان در دوره سوم و چهارم مجلس خبرگان رهبری
- رئیس سازمان بازرسی نیروهای مسلح